# مرکز فیلم آنجلیکا
مرکز فیلم آنجلیکا (انگلیسی: Angelika Film Center) یک گروه سینمایی در ایالات متحده آمریکا است.
این مجموعه که در شهرهای نیویورک، تگزاس، واشینگتن، دی.سی.، کالیفرنیا و ویرجینیا دارای سینما است بیشتر فیلم‌های مستقل و غیرآمریکایی را اکران می‌کند.
مرکز فیلم آنجلیکا در ۱۹۸۹ تاسیس شده و مقر اصلی در شهر نیویورک است.